# Bonit Wiryawan
Bonit Wiryawan Sugiharto (Surabaya, 10 de fevereiro de 1968) é um ex-tenista profissional indonésio.
Bonit Wiryawan em Olimpíadas disputou em 1992, apenas em duplas com Hary Suharyadi. 